# Bikoš-Tunnel
Der Bikoš-Tunnel (slowakisch Tunel Bikoš) ist ein 1155 m (Weströhre: 1144,5 m, Oströhre: 1164,5 m) langer Autobahntunnel in der Slowakei unweit der ostslowakischen Stadt Prešov auf der Schnellstraße R4, der am 25. September 2023 dem Verkehr freigegeben wurde. Er ist Teil der ersten Etappe der Nordumgehung von Prešov. Er befindet sich nordwestlich des Stadtkerns von Prešov, auf dem Gebiet der benachbarten Kleinstadt Veľký Šariš und trägt den Namen des gleichnamigen Bergs östlich des Tunnels. 
Zur Tunnelanlage gehören zwei Röhren mit Platz für je zwei Fahrspuren. Beide Röhren sind durch drei Sicherheitskorridore verbunden und haben je sieben Notrufnischen und eine Nothaltebucht ungefähr in der Tunnelmitte. Die zulässige Höchstgeschwindigkeit beträgt 100 km/h.
Der Tunnel ist eines von drei Tunnelbauwerken im Zuge der hochrangigen Umgehung von Prešov. Der 2,2 km lange Prešov-Tunnel auf der Autobahn D1 ist seit dem 28. Oktober 2021 in Betrieb, der 1,9 km lange Okruhliak-Tunnel weiter östlich auf der R4 ist bis voraussichtlich 2027 in Bau.

## Bau
Der Tunnelbau begann ein Jahr nach dem Baubeginn des zugehörigen Bauabschnitts  am 5. Juni 2020 mit einem Festakt am Nordportal. Der feierliche Durchbruch der Weströhre unweit des Südportals fand am 27. Mai 2021 statt.